# ایستگاه راه‌آهن مرند
ایستگاه راه‌آهن مرند در مرند، آذربایجان شرقی واقع شده‌است. این ایستگاه تحت مالکیت شرکت راه‌آهن جمهوری اسلامی ایران قرار دارد.

## خط راه‌آهن
- خط راه‌آهن تبریز-جلفا (de)